# Nir Tichon
Nir Shmuel Tichon (* 17. října 1993 Rišon le-Cijon) je izraelský lední hokejista hrající na postu brankáře, který vedle svého rodného občanství vlastní i občanství polské. Ve své sportovní kariéře nastoupil rovněž i za izraelskou reprezentaci. S ní se představil i v České republice, když 14. listopadu 2021 nastoupili v Českých Budějovicích v přátelském zápase s výběrem nazvaným Česká republika Old Timers, za nějž hráli například Pavel Brendl, Aleš Kotalík, Martin Hanzal nebo David Nedorost a mužstvo trenérsky vedli Jan „Gusta“ Havel a Milan Nový. V zápase sice Tichon dostal deset branek, nicméně řadě dalších zabránil.

## Život
S hokejem Tichon začínal v klubu Rishon Devils ve svém rodném městě. Posléze nastupoval i za jeho výběr mužů. Poté, co absolvoval tříletou povinnou vojenskou službu v izraelské armádě, absolvoval tréninkový kemp ve Spojených státech amerických, kde se setkal například s Cory Schneiderem nebo Scottem Darlingem. Během sezóny 2017/2018 se z Blízkého východu přesunul do Evropy, konkrétně do České republiky, a začal hrát českou Univerzitní ligu ledního hokeje za tým Masarykovy univerzity, který vystupuje pod jménem HC MUNI. Do České republiky se dostal díky známosti s tehdejším kapitánem mužstva Peterem Bustinem, jenž ho pobídl, aby si šel zahrát hokej za brněnské mužstvo. Tichonovi se nápad zamlouval, neboť se domníval, že s ohledem na kvalitu českého hokeje zde může dále rozvíjet své schopnosti. V české univerzitní soutěži se řadil mezi nejlepší brankáře. Pokračoval v ní i následující sezónu (2018/2019). V ročníku 2019/2020 nastupoval nejenom za brněnské akademiky, nýbrž i za celek ze čtvrté nejvyšší české soutěže, za HC Štika Rosice. Další sezónu (2020/2021) patřil do kádru vysokoškoláků, nicméně jedno utkání odehrál za rosický klub a dalších osm za izraelský klub Bat Yam Dolphins. V průběhu ročníku 2021/2022 nastoupil do osmi utkání za Bat Yam Dolphins a rovněž ke třinácti zápasům za HC Technika Brno. Pro ročník 2022/2023 patří do kádru chebského Stadionu, který hraje druhou ligu, tedy třetí nejvyšší soutěž v České republice.
Souběžně s hraním ledního hokeje za brněnské akademiky studoval na tamní Filozofické fakultě Masarykovy univerzity obor anglistika.